# Rastrococcus asteliae
Rastrococcus asteliae är en insektsart som först beskrevs av William Miles Maskell 1884.  Rastrococcus asteliae ingår i släktet Rastrococcus och familjen ullsköldlöss. Inga underarter finns listade i Catalogue of Life.